# Marián Hossa
Marián Hossa (født 12. januar 1979) er en professionel slovakisk ishockeyspiller hvis foretrukne position er forward. I 1997 bliver han draftet til NHL af Ottawa Senators i 1. runde som nr. 12 i alt. Han spiller forward for Chicago Blackhaws.
I 2012 opnåede Marián Hossa som den niende spiller i NHL's historie 900 point.

## Klubber
- Chicago Blackhawks (2009 – )
- Detroit Red Wings (2008 – 2009)
- Pittsburgh Penguins (2008)
- Atlanta Thrashers (2005 – 2008)
- Mora IK (2004/05)
- Dukla Trenčín (2004/05)
- Ottawa Senators (1998/1999-2003/04)
- Portland Winterhawks (1997/1998-1998/1999)
- Dukla Trenčín (1996/1997)

## Eksterne links
- Wikimedia Commons har flere filer relateret til Marián Hossa
- Statistik på Internet Hockey Database
- Profil på Legends of Hockey